# Barreta da Campanha do Sinai
A Barreta da Campanha do Sinai é uma condecoração e barreta de campanha israelense concedida aos israelenses que participaram da Guerra do Sinai.

## Critérios de agraciamento
A barreta é concedida a:

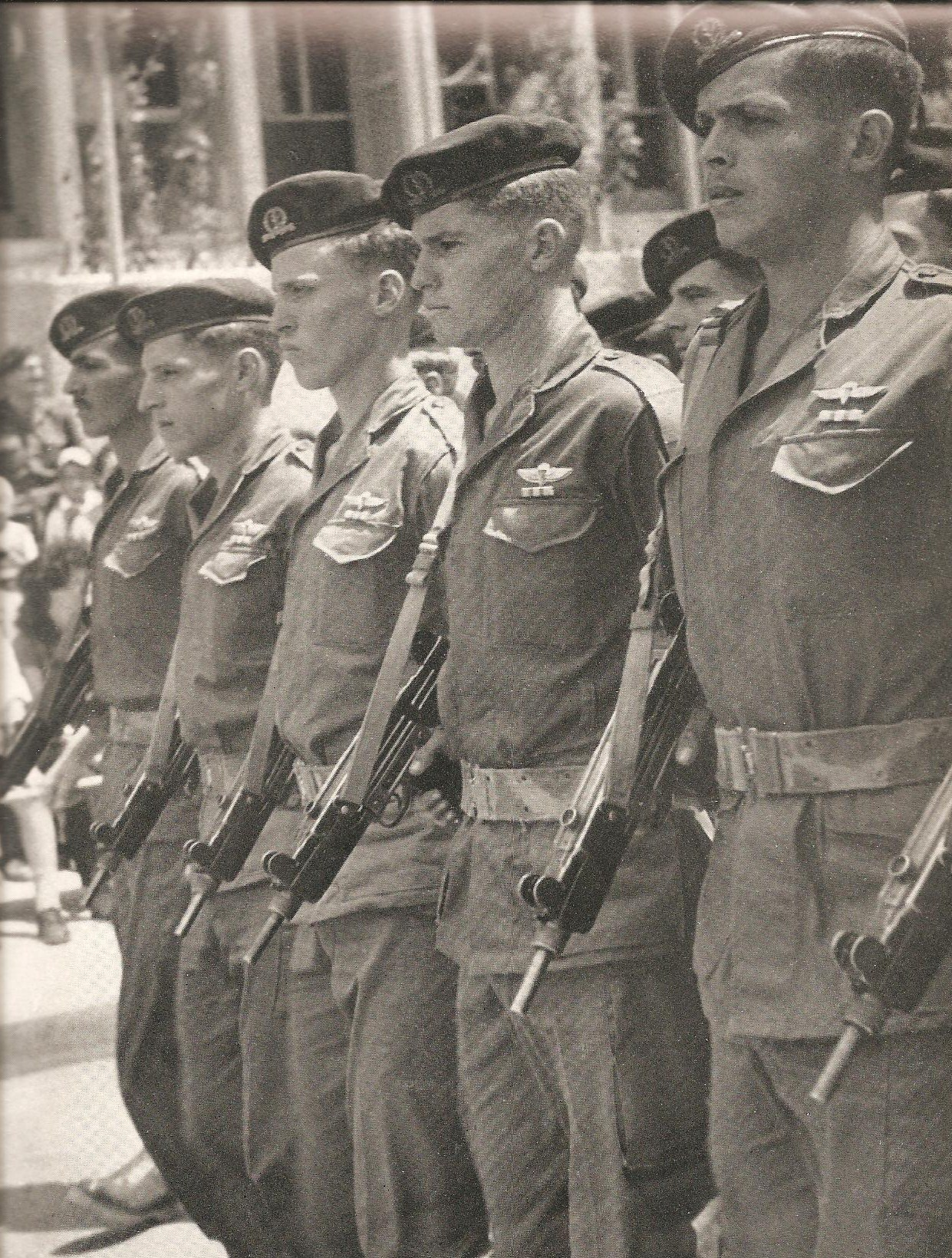
Paraquedistas israelenses durante o desfile do Dia da Independência de Israel de 1958. Eles estão usando a Barreta da Campanha do Sinai, sendo esta a única operação onde os paraquedistas das FDI saltaram em combate - no Passo de Mitla e em el-Tor.

A. Todo militar das FDI que serviu no serviço militar regular ou na reserva ativa, por um período de 72 horas consecutivas ou mais, no período entre 29/10/1956 e 11/06/1956.
B. Um soldado que tombou durante a Campanha do Sinai.
C. Qualquer pessoa que tenha feito parte do comando da Defesa Civil e tenha servido entre as datas especificadas na seção A acima.
D. Um civil servindo nas FDI e um civil que se ofereceu como motorista de um veículo mobilizado, conforme especificado na seção A acima.
A apresentação da barreta começou em 1957. Em 1958, o Ministro da Defesa decidiu estender a elegibilidade para a barreta ao pessoal da polícia, das forças de segurança e da indústria militar israelenses.
Se a pessoa elegível para o prémio tiver falecido, um membro da família ou parente mais próximo (que inclui, neste caso, um viúvo, uma viúva, um filho, uma filha, um pai, uma mãe, um irmão ou uma irmã) tem o direito de enviar um pedido solicitando a barreta ou obter uma substituição em caso de perda ou desgaste.

## Descrição de uso
A ordem de uso das condecorações foi determinada pelo Comitê Ministerial Israelense para Símbolos e Cerimônias de acordo com a ordem cronológica das datas em que ocorreu o engajamento operacional ou de segurança, com exceção das três primeiras linhas, as quais incluem as citações e condecorações de importância diferente do resto das barretas. A primeira fileira terá o Prêmio de Segurança de Israel, e as segunda e terceira fileira serão para as condecorações de coragem individual e as citações.
As barretas de campanha devem ser usadas na quarta fileira das barretas na seguinte ordem, da esquerda para a direita: A Barreta da Guerra de Independência, a Barreta da Campanha do Sinai e a Barreta da Guerra dos Seis Dias. Montado acima, serão usados da esquerda para a direita: A Barreta da Guerra de Desgaste, a Barreta da Guerra do Yom Kippur e a Barreta da Guerra "Paz para a Galiléia". Uma citação que tenha sido concedida durante uma das guerras israelenses deverá ser concedida no topo da barreta da campanha relevante e não será usada na fileira das citações.

## Descrição da barreta
A barreta é laranja cor de areia com faixas azuis e vermelhas de forma concêntrica, e com uma faixa grossa branca no meio. Uma versão posterior de esmalte também foi feita.